# A War
Pour plus de détails, voir Fiche technique et Distribution.
A War (en danois : Krigen), ou La guerre au Québec, est un film danois réalisé par Tobias Lindholm et sorti en 2015.
Le film est sélectionné comme entrée danoise pour l'Oscar du meilleur film en langue étrangère pour la 88e cérémonie des Oscars qui a eu lieu en 2016.

## Synopsis
Au cours d'une bataille contre les Talibans, une patrouille tourne très mal : un jeune soldat est grièvement blessé et Claus Michael Pedersen, commandant de compagnie danois, prend instinctivement la décision de bombarder la zone afin de permettre l'arrivée d'un hélicoptère de secours. La mission est couronnée de succès. Le jeune soldat a la vie sauve.
Mais Claus ne se doute pas que sa décision prise en une fraction de seconde modifiera le reste de sa vie : les corps de onze femmes et enfants afghans sont retrouvés sous les ruines. Claus est arrêté et accusé de crime de guerre.

## Fiche technique
- Titre original : Krigen
- Réalisation : Tobias Lindholm
- Scénario : Tobias Lindholm
- Musique : Sune Wagner
- Photographie : Magnus Nordenhof Jønck
- Montage : Adam Nielsen
- Production : Rene Ezra et Tomas Radoor
- Sociétés de production : Nordisk Film et Celtic Film
- Sociétés de distribution[1] : Nordisk Film (Scandinavie) ; StudioCanal (France)
- Pays de production :  Danemark et  France
- Langues orientales : danois, arabe et anglais
- Durée : 115 minutes
- Dates de sortie :
  - Danemark : 10 septembre 2015
  - France : 1er juin 2016

## Distribution
- Pilou Asbæk (VF : Thibaut Lacour) : Claus Michael Pedersen
- Tuva Novotny : Maria Pedersen
- Dar Salim (VF : Xavier Thiam) : Najib Bisma
- Søren Malling : Martin R. Olsen
- Charlotte Munck (VF : Isabelle Gardien) : Lisbeth Danning
- Dulfi Al-Jabouri : Lutfi Hassan
- Alex Høgh Andersen : Anders
- Jakob Frølund : Terkel Sand
- Phillip Sem Dambæk (VF : François Santucci) : Brian Brask